# Tracia (provincia romana)
La Tracia (in greco antico: Θρᾴκη?, Thrāikē, in latino Thracia) fu una provincia dell'Impero romano che occupava la regione storica della Tracia, ovvero l'estremità sudorientale della Penisola balcanica che comprendeva l'odierno nordest della Grecia, il sud della Bulgaria e la Turchia europea.

## Statuto
Provincia nel 46 d.C. ad opera di Claudio sotto il comando un procurator Augusti di rango CC. Lo statuto della provincia fu modificato con Traiano, il quale probabilmente nel 112 d.C. sostituì il procuratore con un legato di rango pretorio.
Le successive riforme di Diocleziano, confermate da Costantino I e poi da Teodosio I, videro la provincia divisa in 4: Europa, Tracia, Haemimontus e Rhodope.

## Storia
La Tracia come provincia di Roma venne istituita dall'Imperatore Claudio nel 46 a seguito della morte del re Remetalce III.

### Le invasioni barbariche del III secolo

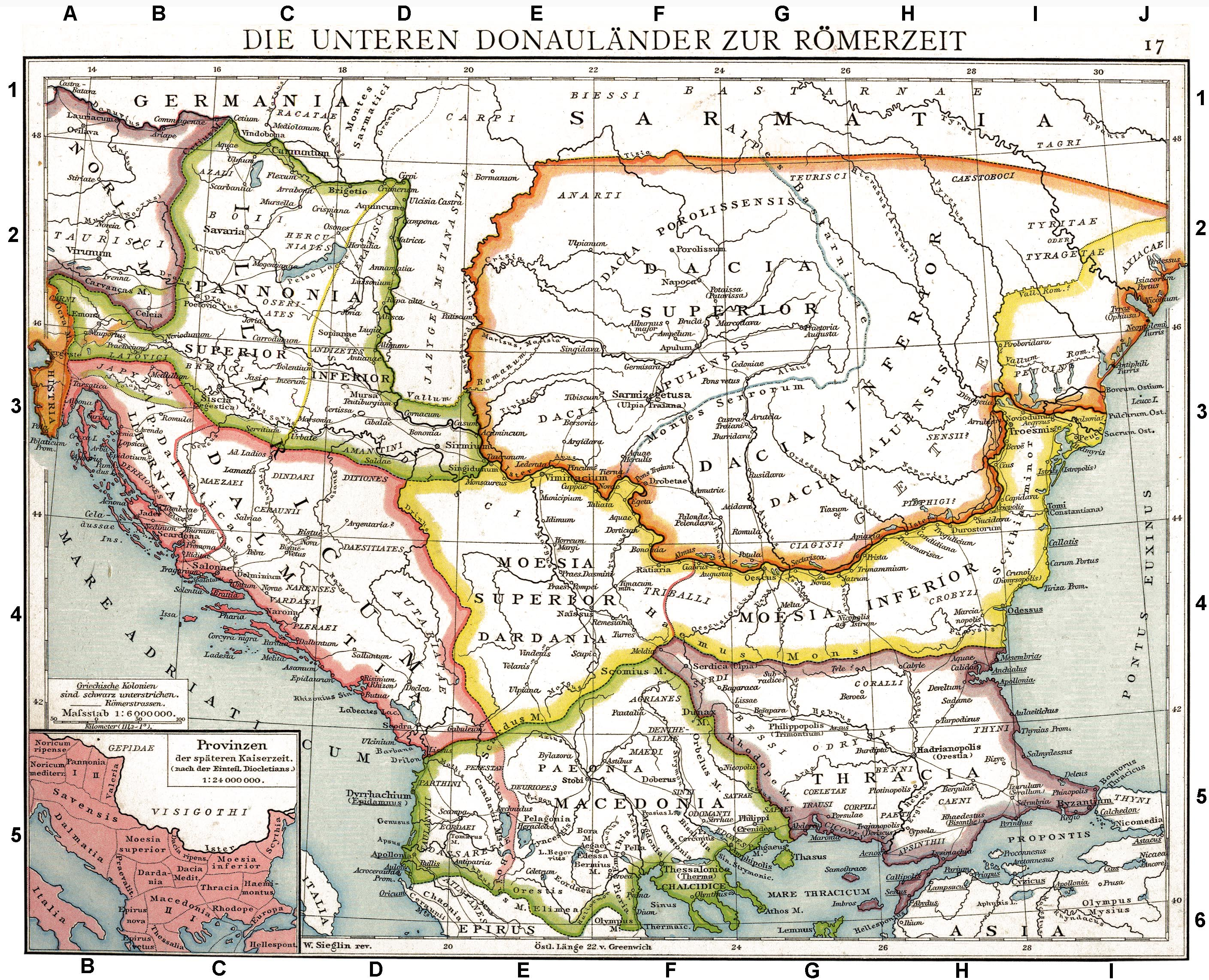
La provincia di Tracia nel contesto provinciale balcanico

Nel corso del III secolo dovette subire le invasioni barbariche. Nel 249 Decio, nominato imperatore romano dall'esercito in rivolta, per poter vincere la guerra civile contro l'imperatore legittimo Filippo l'Arabo, sguarnì la regione balcanica di truppe, permettendo ai Goti di saccheggiarla. Sembra infatti che i Goti, una volta passato il Danubio ghiacciato, si divisero in due colonne di marcia. La prima orda si spinse in Tracia fino a Filippopoli (l'odierna Plovdiv), dove assediarono il governatore Tito Giulio Prisco; la seconda, più numerosa (si parla di ben settantamila uomini) e comandata da Cniva, si spinse in Mesia inferiore, fino sotto le mura di Novae. Frattanto Decio, venuto a conoscenza della difficile situazione in cui si trovava l'intero fronte balcanico-danubiano, decise di accorrere personalmente: dopo aver respinto dalla provincia dacica i Carpi, l'imperatore era ora deciso a sbarrare la strada del ritorno ai Goti in Tracia e ad annientarli per evitare potessero ancora riunirsi e sferrare nuovi attacchi futuri, come narra Zosimo. Lasciato Treboniano Gallo a Novae, sul Danubio, riuscì a sorprendere ed a battere Cniva mentre questi stava ancora assediando la città mesica di Nicopoli. Le orde barbariche riuscirono però ad allontanarsi e, dopo aver attraversato tutta la Penisola balcanica, attaccarono la città di Filippopoli. Decio, deciso ad inseguirli, subì però una cocente sconfitta presso Beroe Augusta Traiana (l'attuale Stara Zagora). La sconfitta inflitta a Decio fu tanto pesante da impedire all'imperatore non solo la prosecuzione della campagna, ma soprattutto la possibilità di salvare Filippopoli che, caduta in mano ai Goti, fu saccheggiata e data alle fiamme. Del governatore della Tracia, Tito Giulio Prisco, che aveva tentato di proclamarsi imperatore, nessuno seppe più nulla. Nell'anno 251 l'Imperatore Decio venne sconfitto e ucciso dai Goti.
Nell'anno 262 i Goti compirono nuove incursioni via mare lungo le coste del Mar Nero, riuscendo a saccheggiare Bisanzio, l'antica Ilio ed Efeso. Tra la fine del 267 e gli inizi del 268 una nuova ed immensa invasione da parte dei Goti, unitamente a Peucini, agli "ultimi arrivati" nella regione dell'attuale mar d'Azov, gli Eruli, ed a numerosi altri popoli prese corpo dalla foce del fiume Tyras (presso l'omonima città) e diede inizio alla più sorprendente invasione di questo terzo secolo, che sconvolse le coste e l'entroterra delle province romane di Asia Minore, Tracia e Acaia affacciate sul Ponto Eusino e sul mar Egeo.
(Historia Augusta - I due Gallieni, 13.6-7.)
Sembra che i barbari diedero per prima cosa l'assalto alla città di Tomi, ma furono respinti. Proseguirono invadendo la Mesia e la Tracia fino a raggiungere Marcianopoli. Dopo aver fallito anche questo secondo obbiettivo, continuarono la loro navigazione verso sud, ma arrivati negli stretti della Propontide subirono numerose perdite a causa di una violenta tempesta che si era abbattuta su di loro.

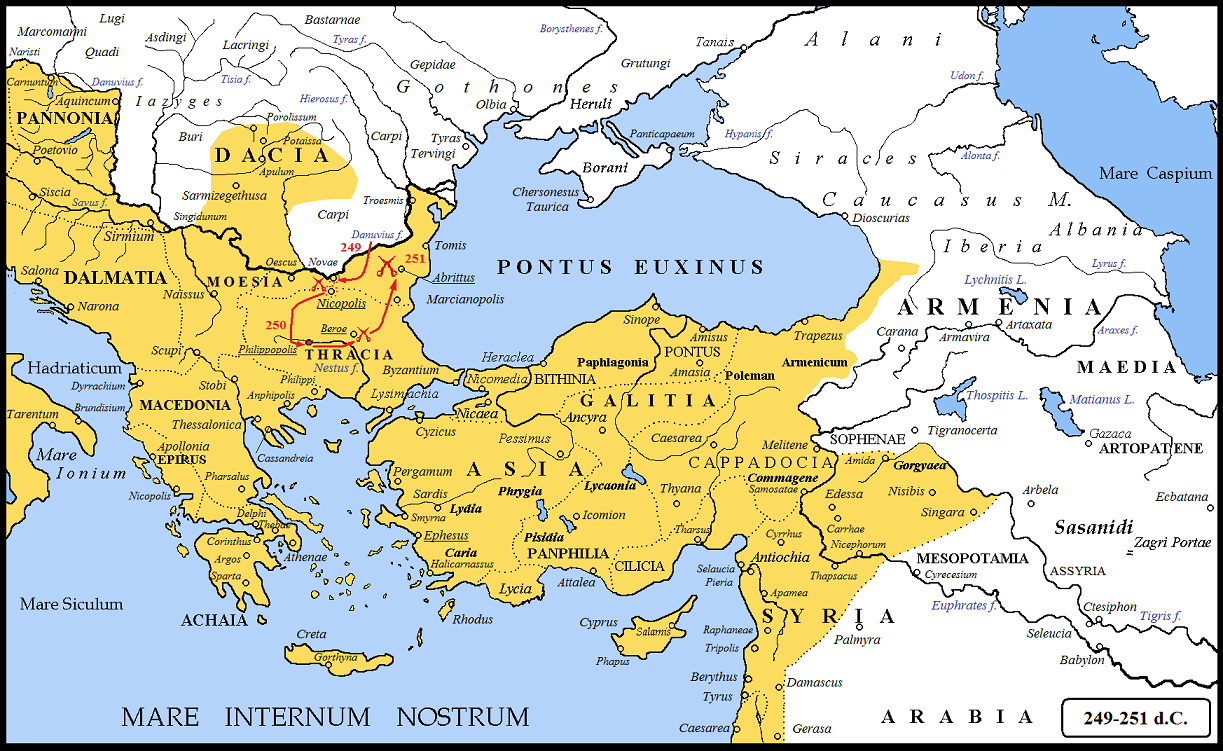
Invasioni dei Carpi e Goti di Cniva negli anni 249-251.

Volte le loro vele verso Cizico, che assediarono senza successo, subirono presso Bisanzio un'iniziale sconfitta da parte dell'esercito romano accorrente, ma l'incursione dei barbari continuò fino a costeggiare l'Ellesponto e a giungere a Monte Athos. Ricostruite alcune delle loro navi distrutte dalla precedente tempesta, si divisero in almeno tre colonne:
1. una prima si diresse verso ovest, assediando senza successo prima Cizico, poi saccheggiando le isole di Imbro e Lemno,[14] occupando la futura città di Crisopoli (di fronte a Bisanzio), proseguendo fin sotto le mura di Cassandreia e poi di Tessalonica,[15] e portando devastazione anche nell'entroterra della provincia di Macedonia.[16].
2. una seconda armata, giunta in prossimità della foce del fiume Nestus o Nessos, tentò di risalirlo verso nord, ma fu intercettata dalle armate romane e subì una cocente sconfitta ad opera dello stesso Gallieno, accorso per l'occasione. Si racconta, infatti, che Gallieno riuscì a battere le orde dei barbari, tra cui certamente i Goti, uccidendone un gran numero (primavera del 268). In seguito a questi eventi offrì al capo degli Eruli, Naulobato, gli "ornamenta consularia", dopo che il suo popolo (identificabile con gli "Sciti" della Historia Augusta), formato un convoglio di carri, aveva tentato di fuggire attraverso il monte Gessace (gli attuali Monti Rodopi)[14][17] Subito dopo Gallieno fu costretto a tornare in Italia per assediare a Milano l'usurpatore Aureolo, che aveva tentato di usurpargli il trono.[18][19]
3. una terza si diresse verso sud lungo le coste dell'Asia minore, della Tessaglia e dell'Acaia, dove i barbari riuscirono a saccheggiare Sparta, Argo, Corinto e Tebe. Lo storico Dessippo racconta, nella sua Cronaca, di essere riuscito egli stesso nell'impresa di respingere un primo attacco alle mura della città di Atene.[9][20]

Agli inizi del 269, dopo che per alcuni mesi i Goti erano stati tenuti a bada dalle armate romane di Marciano, il nuovo imperatore Claudio II riuscì a raggiungere il teatro degli scontri ed a riportare una vittoria decisiva su queste genti nella battaglia di Naisso, dove si racconta che persero la vita ben cinquantamila barbari. In seguito a questi eventi Claudio, che era riuscito a ricacciare oltre il Danubio quell'immensa orda barbarica, poté fregiarsi dell'appellativo di "Gothicus maximus" e le monete coniate quell'anno ne celebrarono la "Victoria gothica". Dei barbari superstiti, una parte fu colpita da una terribile pestilenza, un'altra entrò a far parte dell'esercito romano, ed un'ultima si fermò a coltivare le terre ricevute lungo i confini imperiali.
La morte prematura di Claudio (270) costrinse Aureliano a concludere rapidamente la guerra contro i Goti in Tracia e nelle Mesie, ponendo fine agli assedi di Anchialus (nei pressi della moderna Pomorie, lungo le coste bulgare del Mar Nero) e di Nicopolis ad Istrum. Recatosi poco dopo anch'egli a Sirmio, dove ricevette l'acclamazione imperiale da parte delle truppe di stanza in Pannonia, era consapevole del fatto che fosse imperativo affrontare al più presto gli Iutungi che avevano sfondato il fronte danubiano.
Nel 272, di ritorno da una nuova campagna orientale contro Zenobia, l'imperatore fu costretto ad intervenire in Mesia e Tracia, per una nuova incursione da parte dei Carpi. Questi ultimi furono respinti ed in buona parte insediati nei territori romani lungo la frontiera del basso corso del Danubio, tanto da meritargli l'appellativo di "Carpicus maximus".
Nel 281 l'Imperatore Probo, sulla strada del ritorno dall'Oriente (dove aveva domato un'incursione di Blemmi) alla Gallia, trovò il tempo di insediare in Tracia, dopo una nuova campagna oltre il Danubio, ben centomila Bastarni, che si mantennero tutti fedeli ai patti. Nel 282, alla morte di Probo, in settembre, le popolazioni sarmatiche degli Iazigi, che pochi anni prima erano state sottomesse, si unirono ai Quadi e ripresero le ostilità, sfondando il limes pannonico e mettendo in pericolo l'Illirico, la Tracia e la stessa Italia.

### Diocleziano

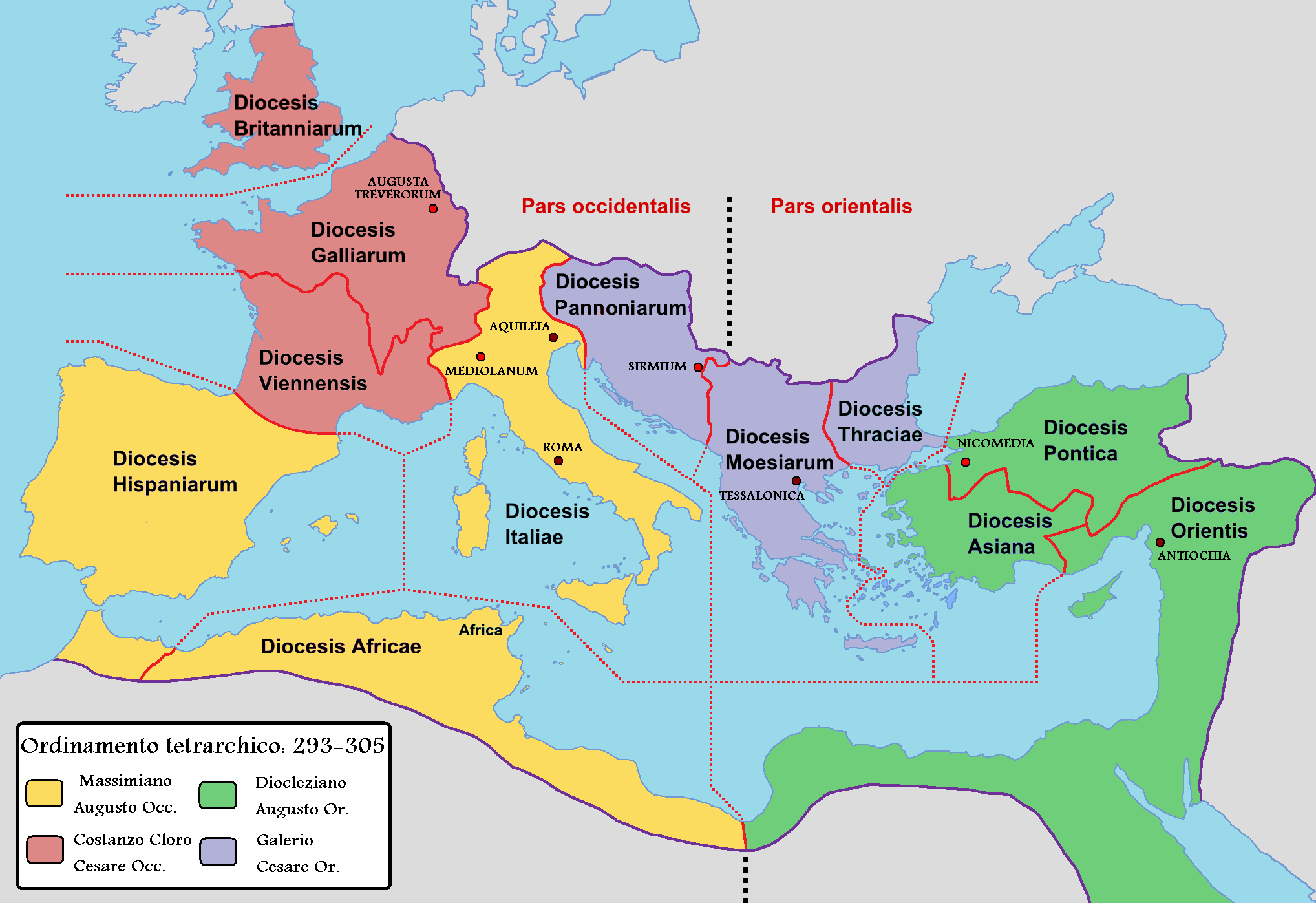
La divisione tetrarchia dell'Impero romano, voluta da Diocleziano nel 305 al momento del suo ritiro alla vita privata, insieme a Massimiano.

Con la morte dell'imperatore Numeriano nel novembre del 284 (a cui il padre Caro aveva affidato l'Oriente romano), ed il successivo rifiuto delle truppe orientali di riconoscere in Carino (il primogenito di Caro) il naturale successore, fu elevato alla porpora imperiale Diocleziano, validissimo generale. La guerra civile che ne scaturì vide in un primo momento prevalere Carino sulle armate pannoniche dell'usurpatore Giuliano, ed in seguito la sconfitta delle sue armate ad opera di Diocleziano sul fiume Margus, nei pressi dell'antica città e fortezza legionaria di Singidunum. Carino trovò la morte, a causa di una congiura dei suoi stessi generali (primavera del 285).
Ottenuto il potere, nel novembre del 285 Diocleziano nominò suo vice (cesare) un valente ufficiale, Marco Aurelio Valerio Massimiano, che pochi mesi più tardi elevò al rango di augusto (1º aprile 286): formò così una diarchia, nella quale i due imperatori si dividevano su base geografica il governo dell'Impero e la responsabilità della difesa delle frontiere e della lotta contro gli usurpatori.
Data la crescente difficoltà a contenere le numerose rivolte interne e lungo i confini, nel 293 si procedette a un'ulteriore divisione territoriale, al fine di facilitare le operazioni militari: Diocleziano nominò come suo cesare per l'Oriente Galerio, mentre Massimiano fece lo stesso con Costanzo Cloro per l'Occidente.
Diocleziano riformò l'organizzazione provinciale dell'Impero, abolendo le regioni augustee con la relativa divisione in "imperiali" e "senatoriali". Vennero create dodici circoscrizioni amministrative (le "diocesi", tre per ognuno dei tetrarchi), rette da vicarii e a loro volta suddivise in 101 province. La Tracia divenne una diocesi e venne suddivisa in quattro province: Europa, Tracia, Haemimontus e Rhodope

### Guerra civile romana
Il 1º maggio del 305 Diocleziano e Massimiano abdicarono (ritirandosi il primo a Spalato ed il secondo in Lucania). La seconda tetrarchia prevedeva che i loro rispettivi due cesari diventassero augusti (Galerio per l'oriente e Costanzo Cloro per l'occidente), provvedendo questi ultimi a nominare a loro volta i propri successori designati (i nuovi cesari): Galerio scelse Massimino Daia e Costanzo Cloro scelse Flavio Valerio Severo. Sembra però che poco dopo, lo stesso Costanzo Cloro, rinunciò a parte dei suoi territori (Italia e Africa) a vantaggio dello stesso Galerio, il quale si trovò a dover gestire due cesari: Massimino Daia a cui aveva affidato l'Oriente, Flavio Valerio Severo a cui rimase l'Italia (e forse l'Africa), mentre tenne per se stesso l'Illirico.
L'anno seguente tuttavia, con la morte di Costanzo Cloro (306), il sistema andò in crisi: il figlio illegittimo dell'imperatore defunto, Costantino venne proclamato cesare dalle truppe in competizione con il legittimo erede, Severo. Qualche mese più tardi, Massenzio, figlio del vecchio augusto Massimiano Erculio, si fece acclamare, grazie all'appoggio di ufficiali come Marcelliano, Marcello e Luciano (non invece di Abellio, vicario del praefectus Urbi, che fu ucciso), dai pretoriani, ripristinando il principio dinastico.
Il conflitto cominciò con la morte di Costanzo Cloro, cambiando tutti gli equilibri interni che Diocleziano aveva invano tentato di costruire in un ventennio. La prima fase della guerra civile vide numerosi contendenti disputarsi il ruolo di augusti in Occidente ed in Oriente. Questa fase cessò nel 313, quando gli unici superstiti rimasti furono in Occidente, Costantino, ed in Oriente, Licinio. La seconda fase terminò con la riunificazione del potere imperiali nelle mani del solo Costantino nel 324.
Nel 316-317 Costantino e Licinio entrarono in conflitto. Costantino ebbe la meglio su Licinio, prima nella battaglia di Cibalae (in seguito alla quale Licinio nominò suo cesare Aurelio Valerio Valente) e poi presso Mardia e, con la pace firmata il 1º marzo 317 lo costrinse a cedergli l'Illirico. Licinio continuava a conservare l'Oriente, la Tracia, il Ponto, l'Asia e l'Egitto.

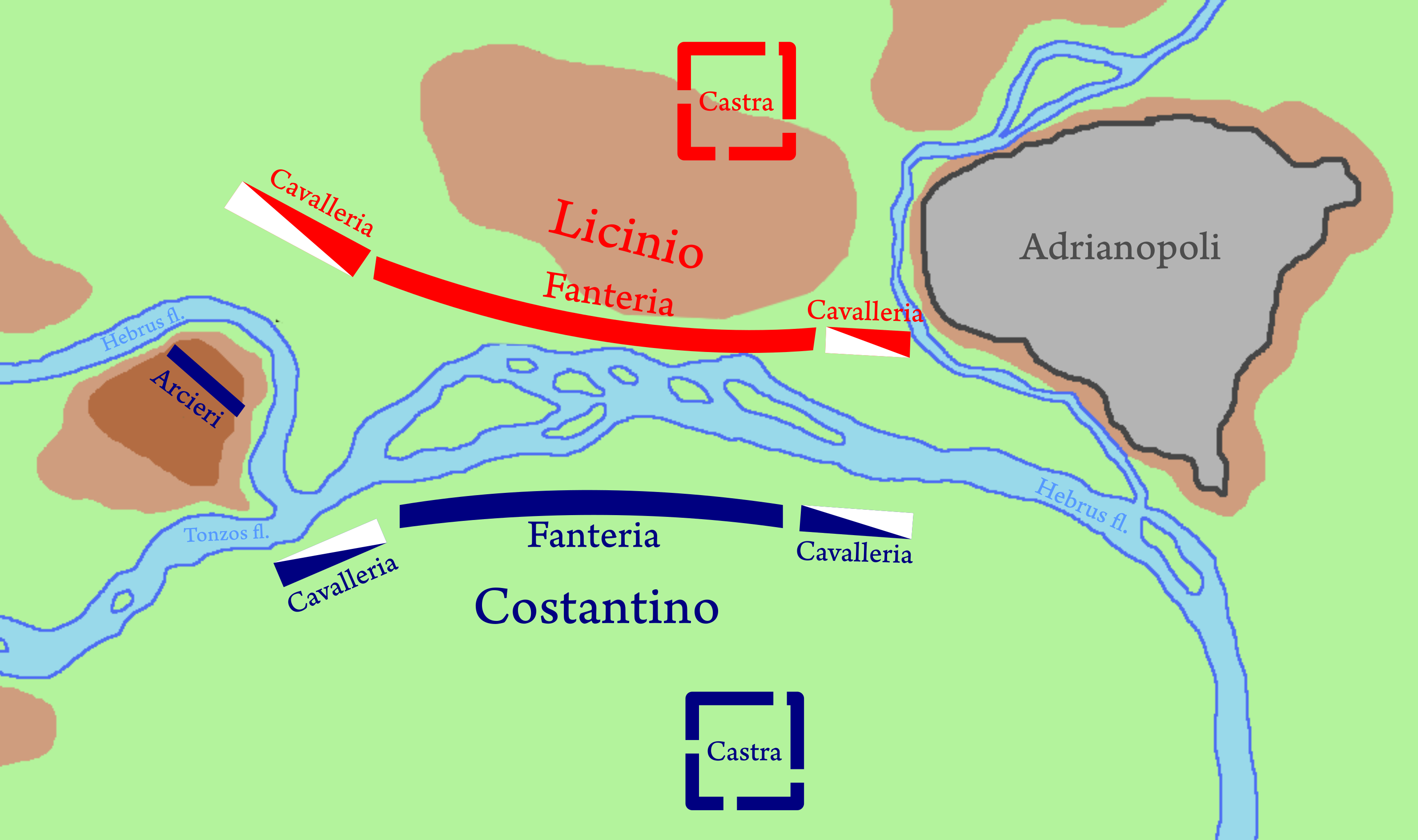
La battaglia avvenuta presso Adrianopoli nel 324 avvenuta tra Costantino e Licinio.

La pace del 317 durò sette anni, al termine dei quali Costantino mise in campo secondo Zosimo una flotta di 200 navi da guerra (da trenta rematori ciascuna) e 2.000 da carico, oltre a 120.000 fanti, 10.000 marinai e la cavalleria; Licinio riuscì invece a mettere insieme un esercito composto da 350 triremi (80 provenienti dall'Egitto, 80 dalla Fenicia, 60 dalla Ionia d'Asia, 30 da Cipro, 20 dalla Caria, 30 dalla Bitinia e 50 dall'Africa) oltre a 150.000 fanti e 15.000 cavalieri.
Il primo scontro avvenne in Mesia ad Adrianopoli dove Costantino, pur in inferiorità numerica, ebbe la meglio su Licinio, che fu costretto a rifugiarsi a Bisanzio, dove parte delle sue truppe rimasero assediate fino al termine della guerra. La flotta di Costantino, comandata dal figlio Crispo (nonché cesare) salpò dal Pireo e si radunò prima in Macedonia, poi all'imboccatura dell'Ellesponto, dove avvenne la seconda battaglia, questa volta navale, nella quale Licinio fu sconfitto nuovamente. Nominò un nuovo cesare nel magister officiorum, Sesto Martiniano, inviandolo a Lampsaco per fermare l'avanzata di Costantino dalla Tracia all'Ellesponto. Reclutò, infine, schiavi e contadini delle terre bitiniche, con i quali ingaggiò un'ultima e disperata battaglia contro le truppe veterane di Costantino (la cosiddetta battaglia di Crisopoli, svoltasi presso l'odierna Scutari), venendo disastrosamente sconfitto.

### La fondazione di Costantinopoli
Nel 326 iniziarono i lavori per la costruzione della nuova capitale Nova Roma sul sito dell'antica città di Bisanzio, fornendola di un senato e di uffici pubblici simili a quelli di Roma. Il luogo venne scelto per le sue qualità difensive e per la vicinanza ai minacciati confini orientali e danubiani. La città venne inaugurata nel 330 e prese presto il nome di Costantinopoli. La città (oggi Istanbul) resterà poi fino al 1453 capitale dell'Impero bizantino, sorto anch'esso grazie anche alla nuova divisione operata alla morte di Costantino tra i suoi figli, assegnando a Costantino II Gallia, Spagna e Britannia, a Costanzo II le province asiatiche e l'Egitto e a Costante l'Italia, l'Illirico e le province africane.

### La Guerra Gotica

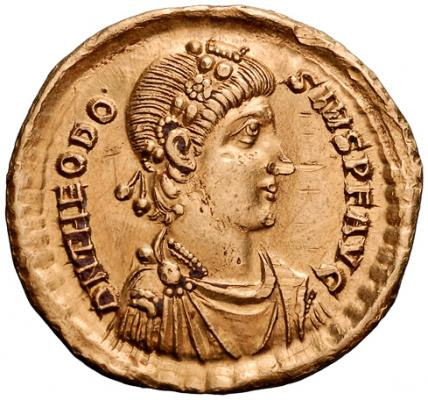
Raffigurazione dell'imperatore romano Teodosio I.

Nel 376, Roma, una volta aver concesso accoglienza a duecentomila Visigoti che premevano tra le foci del Danubio, la Mesia e la Tracia, gestì talmente male il trattato di pace (che prevedeva per i Goti della spogliazione delle loro armi e la consegna come ostaggi dei loro giovani figli), senza però assicurare un adeguato approvvigionamento alimentare, che la fame e gli stenti spinsero i Visigoti, guidati da Fritigerno alla rivolta. A loro si unirono agli Ostrogoti che avevano a loro volta passato il Danubio ed insieme riuscirono a battere un esercito romano accorrente nei pressi di Marcianopoli.
Nel 377 le popolazioni gotiche furono respinte dalla provincia di Tracia dal alcuni generali di Valente, fino verso la Dobrugia.
Nel 378 la risposta dei Goti non si fece attendere. Infatti nel corso di quest'anno essi dialagarono fino a sud dei Balcani insieme ad alcuni corpi degli stessi Unni. Riuscì però a fermarli il magister peditum Sebastiano, il quale ne rallentò provvisoriamente le loro incursioni. Poco dopo mosse contro le orde barbariche lo stesso imperatore Valente, il quale nella successiva battaglia di Adrianopoli, subì non solo una disastrosa sconfitta, ma cadde egli stesso sul campo di battaglia. I Visigoti rimasero in Mesia, compiendo ripetute razzie nelle regioni circostanti. Sul fronte settentrionale, una nuova incursione alemannica, fu rintuzzata da Graziano nella Battaglia di Argentovaria nei pressi di Colmar a cui seguì l'ultima spedizione romana al di là del Reno nella foresta Ercinia. L'imperatore Graziano richiamò Teodosio il giovane al quale affidò l'incarico di respingere nuove incursioni di Sarmati Iazigi in Pannonia e nominandolo magister militum.
Nel 379, affidato a Teodosio il compito di proteggere i confini dell'area dell'Illirico e dei Balcani, quest'ultimo decise di ricostruire l'esercito romano che l'anno precedente era stato distrutto con forze barbariche dei Goti. Frattanto lungo il fronte renano l'imperatore Graziano era costretto a respingere nuove invasioni di Alemanni e Franchi.
Nel 382 Teodosio I accettò di concludere con i Goti un foedus e che si installassero all'interno dei confini imperiali tra Danubio e Balcani.

### La Tracia nel V secolo

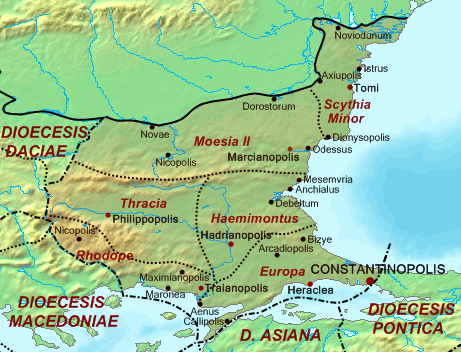
La diocesi di Tracia attorno al 400, al tempo della Notitia Dignitatum.

#### Il regno di Arcadio (395-408)
Spentosi Teodosio, l'Impero fu retto dai figli Onorio in Occidente e Arcadio in Oriente; entrambi erano sovrani deboli e il governo delle due parti finì per essere esercitato nei fatti dal generale Stilicone in Occidente e dal prefetto del pretorio d'Oriente Rufino in Oriente, entrambi accusati da Zosimo di disonestà e corruzione.
Come se non bastasse, nel 395 i Visigoti, insediati all'interno dell'Impero (più precisamente nell'Illirico orientale) come Foederati (alleati) di Roma fin dal 382, si rivoltarono eleggendo come loro re Alarico I e devastando la Grecia e la Tracia. Secondo Giordane i motivi della rivolta sarebbero da ricercare nel fatto che i figli di Teodosio I e nuovi Imperatori, Arcadio e Onorio, avessero interrotto i sussidi e i doni che inviavano ai loro alleati Goti per i loro servigi. Non è da escludere poi, secondo diversi studiosi, che le incursioni unne in Tracia avvenute nel 395, che colpirono soprattutto le famiglie di Goti insediate in quella regione, nonché le molte perdite subite dai foederati goti al servizio dell'Impero nella battaglia del Frigido, causarono un crescente risentimento dei Goti nei confronti dell'Impero. I guerrieri Goti, dopo aver subito diverse perdite combattendo al servizio dell'Impero nella battaglia del Frigido, probabilmente temettero che i Romani intendessero indebolirli facendoli combattere in prima linea per loro conto, per poi, una volta che i Goti avessero subito pesanti perdite, attaccarli per sottometterli e togliere loro ogni autonomia all'interno dell'Impero. Inoltre, anche i contadini goti in Tracia, attaccati dagli Unni proprio mentre i loro guerrieri erano in Occidente con Teodosio I per combattere contro l'usurpatore Eugenio, dovettero nutrire un sempre più crescente risentimento per l'Impero, che li aveva lasciati indifesi dalle incursioni unne. I Visigoti, volendo quindi mettere al sicuro la loro autonomia all'interno dell'Impero (garantita dallo status di Foederati), decisero di rivoltarsi eleggendo come loro capo e re Alarico I, che secondo Giordane discendeva dalla famiglia dei Balti.
I Goti di Alarico avanzarono minacciosamente verso Costantinopoli. Rufino, reggente e tutore di Arcadio, si recò presso l'accampamento gotico, vestito come un goto, e con la diplomazia riuscì a spingere Alarico ad allontanarsi dai sobborghi della Capitale e a dirigersi più a Occidente, verso la Grecia. Rufino fu presto sospettato di collusione con i Goti di Alarico, che avrebbe sobillato alla rivolta e all'invasione, insieme agli Unni, allo solo scopo di indebolire il potere di Arcadio per detronizzarlo e impadronirsi del trono. È però possibile che queste voci di tradimento fossero false, sebbene Alarico avesse "casualmente" evitato di saccheggiare i possedimenti terrieri di Rufino durante la sua marcia verso Costantinopoli: secondo JB Bury, che non crede al tradimento di Rufino, "Alarico potrebbe aver voluto, non attirare sospetti sul Prefetto, quanto piuttosto farselo amico e ottenere condizioni più favorevoli". Secondo un altro studioso, Hodgkin, "ci sono troppe testimonianze per consentirci di smentirle [le accuse] come una mera invenzione dei suoi [di Rufino] nemici". Secondo Hodgkin, "circondato da così tanti pericoli, sembra che Rufino avesse concepito l'idea disperata di mettere un barbaro contro l'altro, di salvarsi dal vandalo Stilicone per mezzo di Alarico il goto".
I rapporti tra Stilicone e Rufino erano infatti pessimi, in quanto Stilicone, reggente di Onorio, rivendicava la reggenza anche di Arcadio, che era detenuta proprio da Rufino, che non voleva perdere potere a tutto vantaggio del generale rivale; inoltre, a peggiorare i rapporti, Stilicone pretendeva che l'Impero d'Oriente restituisse le due diocesi dell'Illirico Orientale, quelle di Dacia e Macedonia, all'Occidente romano, sostenendo che queste fossero state le ultime volontà di Teodosio. Quando quindi Stilicone marciò verso l'Illirico Orientale con tutte le truppe a sua disposizione, con il pretesto di liberare i Balcani dai saccheggi di Alarico, Rufino, temendo che la reale mira di Stilicone fosse quella di marciare a Costantinopoli per deporre Rufino e impossessarsi del controllo anche dell'Impero d'Oriente, si recò da Arcadio e lo convinse a scrivere a Stilicone per indurlo a fare ritorno in Italia rimandando in Oriente le truppe dell'esercito d'Oriente che erano nell'esercito di Stilicone. Stilicone, dopo aver letto l'ordine di Arcadio di tornare in Italia, ordinò alle truppe orientali che erano nel suo esercito di tornare a servire Arcadio e tornò con il resto del suo esercito in Italia. Le truppe orientali che Stilicone rispedì in Oriente, condotte da Gainas, avevano ricevuto però l'ordine da parte di Stilicone di uccidere al loro arrivo Rufino, e così fecero: indotto Rufino a uscire dalla città per riceverli, lo assaltarono all'improvviso uccidendolo. Al posto di Rufino fu eletto come primo ministro e reggente dell'Imperatore Eutropio, un eunuco di corte. Eutropio negoziò un trattato di pace con Alarico e i Visigoti: i Visigoti ottennero nuove terre da coltivare e Alarico divenne magister militum per Illyricum. Nel frattempo, Eutropio, essendo ostile a Stilicone, riuscì a convincere l'Imperatore a convocare il senato bizantino, e dichiarare con decreto pubblico Stilicone nemico pubblico dell'Impero, e sobillò anche una rivolta in Africa contro il governo di Stilicone, che però venne agevolmente repressa.
Mentre lo Stato era in tali condizioni, con Eutropio che si arricchiva con la corruzione, il generale dell'esercito presenziale, il barbaro Gainas, ritenendo di non essere stato ricompensato adeguatamente per tutti i servigi resi allo Stato, decise di tramare insidie ai danni dello stato, ottenendo immediatamente il sostegno di Tribigildo, un generale al comando di mercenari barbari stazionati in Frigia. Tribigildo e il suo esercito di barbari, in accordo con Gainas, si rivoltarono, devastando le province dell'Asia Minore. Eutropio affidò la guerra contro Tribigildo ai generali Gainas e Leone, ma il primo era colluso con il ribelle, mentre il secondo fu sconfitto e ucciso in uno scontro con Tribigildo. Gainas, che mirava alla rovina di Eutropio, mise in allarme il senato e l'intera corte, persuadendo loro che Tribigildo sarebbe avanzato fino all'Ellesponto e conquistato Costantinopoli, a meno che l'Imperatore non avesse accolto le sue richieste, tra cui vi era il consegnargli Eutropio, la causa della rivolta. Arcadio, per conciliarsi il ribelle, privò Eutropio dei suoi titoli di corte, licenziandolo; Eutropio cercò rifugio in una chiesa, ma fu per volere di Gainas condotto a Calcedonia e giustiziato. L'Imperatore si incontrò con Tribigildo e Gainas nei pressi di Calcedonia, e le richieste dei ribelli furono accettate: le personalità di alto rango a lui sgradite furono inizialmente condannate all'esecuzione, e tra queste spiccarono i consoli Aureliano e Saturnino (che tuttavia furono perdonati e spediti in esilio). Inoltre, per decreto imperiale, Gainas fu nominato generale della fanteria e della cavalleria. Di fede ariana, Gainas richiese all'Imperatore di concedere una delle chiese della Capitale agli Ariani. Il patriarca Giovanni, contrario alle richieste di Gainas, radunò tutti i vescovi che si trovavano in quel momento nella città e con essi si recò a palazzo, per discutere con l'Imperatore e con Gainas e mostrando a questi la legge di Teodosio che impediva agli eretici di possedere una chiesa dentro le mura. Gainas decise quindi di attaccare la città, essendo intenzionato a impadronirsi del potere.
Gainas distribuì i suoi soldati in alcuni quartieri della Capitale, privando la città persino delle sue guardie di corte; secondo Zosimo, avrebbe dato ai barbari istruzioni private di attaccare i soldati non appena non fossero partiti dalla città, e di consegnare l'autorità suprema nelle sue mani. Avendo dato questi ordini ai Barbari sotto il suo comando, lasciò la città con il pretesto di riposarsi dalle fatiche della guerra e, lasciando i Barbari, che eccedevano di numero le guardie di corte, nella capitale, si ritirò in una villa a quaranta stadi dalla città. Non attendendo il segnale, Gainas anticipò troppo l'attacco conducendo i suoi soldati fino alle mura troppo in anticipo, e permettendo alle sentinelle di dare un allarme. Nel tumulto che seguì, i barbari dentro la città ebbero nettamente la peggio contro i cittadini armati da spade e armi: più di 7.000 barbari cercarono disperatamente rifugio in una chiesa nei pressi del palazzo, dove furono tutti massacrati per ordine dell'Imperatore, il quale dichiarò a questo punto Gainas nemico pubblico dell'Impero.
Gainas, deluso per il tentativo fallito di prendere il potere, devastò le campagne della Tracia, non riuscendo però ad espugnare le città, ben fortificate e ben difese dai magistrati e dagli abitanti. Gainas lasciò quindi la Tracia e si diresse nel Chersoneso, essendo intenzionato a invadere l'Asia Minore. Nel frattempo, l'Imperatore e il senato all'unanimità affidarono la conduzione della guerra contro Gainas al generale di origini barbariche Fravitta: costui, rinforzando la flotta con liburne, sbarrò a Gainas il passaggio in Asia attraverso l'Ellesponto, sconfiggendolo in una battaglia navale. Gainas, demoralizzato dalla perdita della maggior parte delle proprie truppe, evacuò il Chersoneso fuggendo con le truppe rimanenti verso il Danubio, ma fu sconfitto e ucciso da Uldino, re degli Unni, il quale, intenzionato ad ottenere una vantaggiosa alleanza con Roma, inviò la testa del ribelle all'Imperatore Arcadio; l'Imperatore premiò l'Unno riconoscendolo come alleato di Roma. Fravitta tornò trionfante a Costantinopoli, dove ricevette il titolo di console. La Tracia fu tuttavia di nuovo saccheggiata da schiavi fintisi Unni, finché Fravitta non li sconfisse, restaurando l'ordine.

#### Il regno di Teodosio II (408-450)
Spentosi Arcadio nel 408, il trono fu ereditato dal figlio Teodosio II, che, essendo ancora in tenera età, fu posto sotto la reggenza dei suoi ministri.
Durante i primi anni di regno di Teodosio II, la Tracia fu minacciata dagli Unni di Uldino. Questi, in precedenza alleati di Roma (avevano contribuito a sconfiggere Gainas e Radagaiso), divennero una minaccia quando Uldino attraversò il Danubio alla testa di un enorme esercito, e si accampò sulle frontiere della Tracia, espugnando proditoriamente la fortezza di Castra Martis, in Mesia, da dove sferrò incursioni che devastarono l'intera Tracia. Il generale dell'esercito di Tracia implorò la pace, ma il re unno rifiutò, dichiarando che avrebbe conquistato un impero così vasto che non sarebbe mai tramontato il sole e che avrebbe accettato solo al prezzo di un pesante tributo. Grazie alla filantropia dell'Imperatore, che pagò i soldati di Uldino affinché abbandonassero il loro capo e passassero dalla parte dei Romani, Uldino, abbandonato dalla sua stessa gente, riuscì a stento a sfuggire dall'altra parte del fiume Danubio, mentre la maggior parte del suo esercito fu massacrata o condotti prigionieri a Costantinopoli e venduti come schiavi a prezzi bassi. Alcuni di essi furono spediti in Bitinia per coltivare i campi sulle colline e sulle valli della regione.
Verso la fine degli anni 430 (434 circa) salirono sul trono unno i fratelli Attila e Bleda. Poco tempo dopo la loro ascesa al potere, nell'inverno del 439, Attila e Bleda si incontrarono presso Margus, nella Mesia Superiore, con gli ambasciatori dell'Impero romano d'Oriente Flavio Plinta e Epigene, e strinsero un nuovo accordo di pace che prevedeva un aumento dei tributi che i Romani d'Oriente dovevano versare agli Unni da 350 a 770 libbre, il luogo in cui dovevano avvenire contatti commerciali tra Romani e Unni e la promessa che i Romani non avrebbero accolto profughi unni e non si sarebbero alleati con nazioni ostili agli Unni. Accettando questo trattato di pace, i Romani d'Oriente speravano di aver rimosso ogni pericolo di attacco unno dai Balcani, per poter così sguarnire il limes danubiano di truppe per inviarle in Africa a combattere i Vandali, che da poco avevano occupato Cartagine.
Nell'inverno del 441-442, tuttavia, i commercianti unni si impadronirono con la forza delle armi di Costanza, il centro romano sede degli scambi commerciali, per poi addurre come pretesto, di fronte al generale inviato dall'Imperatore per chiedere spiegazioni per l'attacco, il fatto che «il vescovo di Margus aveva varcato la frontiera, si era addentrato nelle loro terre e aveva frugato nelle tombe reali rubandone alcuni oggetti preziosi.» Ciò fornì ad Attila il casus belli per attaccare l'Impero romano d'Oriente. In realtà, Attila avrebbe deciso di attaccare proprio in quel momento l'Impero approfittando del fatto che l'Imperatore d'Oriente Teodosio II aveva sguarnito di truppe i Balcani per aiutare l'Impero d'Occidente a recuperare Cartagine ai Vandali. Giordane narra che sarebbe stato il re vandalo Genserico stesso a invitare Attila a invadere l'Impero d'Oriente per far sfumare la spedizione contro i Vandali.
Nel 442 la flotta di 1100 navi inviata in Sicilia da Teodosio II per recuperare Cartagine viene giocoforza richiamata quando gli Unni, condotti dal loro re Attila, invadono la Tracia facendo così sfumare la spedizione contro i Vandali. Prima che la flotta ritornasse alla base, i Romani strinsero un umiliante pace con gli Unni, di cui non si conoscono i termini esatti, ma che forse prevedeva il pagamento di un tributo di 1.400 libbre d'oro agli Unni.
Teodosio II, comunque, a un certo punto, probabilmente dopo nemmeno due annualità, smise di pagare il tributo, dopo essersi assicurato di aver rinforzato in maniera adeguata le difese nei Balcani in vista dell'ovvio attacco punitivo di Attila. Per potenziare ulteriormente l'esercito, inoltre, Teodosio II reclutò nell'esercito numerosi Isauri. Nel frattempo, intorno al 445, Attila fece assassinare il fratello Bleda: probabilmente fu in quell'occasione che l'Impero d'Oriente interruppe il versamento dei tributi, approfittando del fatto che in quel momento Attila era troppo impegnato a pacificare il fronte interno dopo l'assassinio del fratello per condurre una spedizione punitiva contro Costantinopoli. Fu quindi solo nel 447 che Attila, stabilizzata la situazione interna, pretese dall'Impero d'Oriente il versamento di ben 6000 libbre d'oro di arretrati. Al rifiuto dei Romani, Attila attaccò di nuovo i Balcani, nel 447.
Nel 447 Attila, re degli Unni, invase di nuovo i Balcani, espugnando e devastando diverse città e arrivando fino alle Termopili; non riuscì però ad approfittare di un terremoto che aveva distrutto parte delle mura di Costantinopoli, perché il prefetto del pretorio d'Oriente, Costantino, riuscì a farle riparare prima dell'arrivo sotto le mura degli eserciti unni; presso il fiume Utus, in Dacia Ripense, si ebbe una grande battaglia tra gli Unni di Attila e i Romani condotti da Arnegisclo, il quale perì dopo aver ucciso molti nemici. L'Imperatore d'Oriente, Teodosio II, fu quindi costretto a comprare una pace gravosa con Attila:
(Prisco, Storia)
I Romani furono anche costretti ad evacuare la zona a sud del Danubio larga cinque giorni di viaggio, che Attila intendeva utilizzare come zona cuscinetto tra i due imperi.
Le dure condizioni di pace mandarono in relativa crisi finanziaria l'Impero romano d'Oriente, che, per racimolare il denaro necessario per pagare il gravoso tributo, si vide costretto a revocare in parte i privilegi fiscali ai proprietari terrieri e ad aumentare le tasse. In ogni modo, anche se i Balcani erano stati devastati dalla guerra e non poté per qualche tempo più versare tasse ai livelli di prima, l'invasione di Attila non colpì le floride province dell'Asia, "protette" dalla posizione strategica della capitale da un attacco dall'Europa, e dunque l'Impero d'Oriente poté riprendersi dalla crisi economica.

#### Seconda metà del V secolo
Nella seconda metà del V secolo furono insediati in Tracia un gruppo di Ostrogoti, capeggiati dal loro capo Teodorico Strabone, in qualità di Foederati. È discussa la data del loro insediamento: alcuni studiosi ritengono, basandosi su un dubbio passo di Teofane Confessore, che questo gruppo di Goti fosse già presente in Tracia intorno al 420, altri ritengono che il loro arrivo in Tracia sarebbe da datare intorno al 455, come conseguenza della disgregazione dell'Impero degli Unni. In ogni modo, nel 471, in seguito all'esecuzione del magister militum Aspar ordinato dall'Imperatore Leone I, questo gruppo di Goti, essendo vincolato da legami di amicizia con Aspar, si rivoltò, acclamando re il loro comandante, Teodorico Strabone, e inviarono un'ambasceria presso Leone, chiedendo che il loro capo fosse nominato magister militum praesentalis, in sostituzione di Aspar, e la concessione di nuove terre in Tracia per le sue truppe. L'Imperatore si mostrò disposto ad accettare la nomina a magister militum ma non le altre richieste; Teodorico Strabone, per rappresaglia, devastò il territorio di Filippopoli e si impadronì di Arcadiopoli ottenendo la sua resa per fame. La devastazione della Tracia spinse Leone a negoziare: accettò di pagare uno stipendio annuale di 2000 libbre d'oro ai Goti e a concedere loro di insediarsi in un distretto della Tracia, nominando inoltre Teodorico Strabone magister militum praesentalis; fu inoltre riconosciuto come re dei Goti..
Nel frattempo, nel 475, il gruppo di Ostrogoti insediati intorno al 454 dall'Imperatore Marciano in Pannonia settentrionale in qualità di Foederati, decise di trasferirsi, sotto la conduzione del loro nuovo re Teodorico Amalo, in Mesia Inferiore, le stesse regioni che erano state occupate dai Visigoti di Alarico all'inizio del regno di Arcadio. Teodorico era stato ostaggio a Costantinopoli per alcuni anni, prima di essere liberato. Nei conflitti interni che succedettero al decesso di Leone, Teodorico Strabone prese le parti dell'usurpatore Basilisco, mentre l'Imperatore legittimo Zenone fu sostenuto da Teodorico. Dopo essersi ripreso il trono usurpatogli da Basilisco, Zenone privò Teodorico Strabone della sua carica di generale nominando come suo successore Teodorico; quest'ultimo ricevette inoltre la carica di patrizio, e la conferma imperiale del possesso delle terre che il suo popolo aveva occupato nella Mesia Inferiore, oltre alla promessa di uno stipendio annuale. Ben presto fu evidente che la politica dell'Imperatore Zenone era quella di mettere Teodorico Strabone e Teodorico re degli Ostrogoti l'uno contro l'altro. Nei tre anni successivi (477-479), le relazioni tra l'Imperatore e i due rivali cambiarono di continuo: in una prima fase Zenone e Teodorico erano alleati contro Teodorico Strabone; nella seconda fase i due generali goti unirono le forze contro Zenone; nella terza fase Teodorico Strabone e Zenone cooperarono contro Teodorico.
La prima fase ebbe inizio allorché Teodorico Strabone inviò un'ambasceria per riconciliarsi con l'Imperatore: l'ambasceria rammentò a Zenone dei danni cagionati da Teodorico Amalo all'Impero, che, nonostante ciò, fu ricompensato con i titoli di generale romano e di amico dello Stato. Zenone convocò il senato, e si giunse alla conclusione che era impossibile finanziare entrambi i generali e le loro armate, in quanto le finanze pubbliche erano a malapena sufficienti per pagare le truppe romane; Zenone conseguentemente rifiutò la proposta. Nel 478 tuttavia Zenone, resosi conto che Teodorico Strabone stava rafforzando la propria posizione e che Teodorico Amalo non era in grado di neutralizzarlo, decise di negoziare con costui, proponendo che suo figlio dovesse essere inviato a Costantinopoli come ostaggio, e che Teodorico Strabone avrebbe dovuto vivere come individuo privato in Tracia, conservando tutto il bottino accumulato con il saccheggio, ma impegnandosi a non saccheggiare più. La proposta fu rifiutata, con il pretesto che gli era impossibile ritirarsi senza pagare le truppe al suo servizio. Zenone optò per la guerra, ma il generale Martiniano, chiamato alla guida dell'esercito al posto del cognato Illo, non ottenne successi contro i Goti e non riuscì a mantenere la disciplina nel proprio esercito.
Zenone inviò quindi un'ambasceria a Teodorico Amalo ordinandogli, essendo un generale romano, di marciare contro il nemico; Teodorico obbedì, ma non prima di aver ottenuto dall'Imperatore e dal Senato il giuramento che non avrebbero mai negoziato con Teodorico Strabone. Teodorico avrebbe dovuto ricevere rinforzi consistenti dai Romani, ma questi ultimi non rispettarono i patti, e quando i Goti di Teodorico arrivarono in prossimità degli accampamenti dei Goti di Teodorico Strabone, quest'ultimo raggiunse l'accampamento di Teodorico Amalo e lo rimproverò, dandogli del sempliciotto per non essersi reso conto del piano dei Romani, che desideravano liberarsi di entrambe le due armate gotiche, istigandole alla mutua distruzione, ed erano indifferenti su quale dei due partiti avrebbe vinto. Questa argomentazione convinse i seguaci di Teodorico Amalo e i due schieramenti decisero di allearsi contro Zenone (478).
I due generali ostrogoti inviarono ambasciatori a Costantinopoli. Teodorico Amalo, lamentandosi con Zenone per averlo ingannato con false promesse, richiedeva la concessione di territori al suo popolo, del grano per poter mantenere la sua armata durante la carestia, e minacciò, in caso di mancata accettazione della sua richiesta, il saccheggio dei territori imperiali, in modo da potersi mantenere. Teodorico Strabone richiese il rinnovo del trattato che costui aveva firmato con Leone nel 473, con il pagamento di un tributo. Zenone si preparò alla guerra, informando le sue truppe della sua intenzione di condurre di persona l'esercito. Ciò generò enorme entusiasmo tra i soldati, ma all'ultimo momento Zenone cambiò idea, e le armate minacciarono una rivolta, per prevenire la quale l'esercito fu disgregato e i reggimenti inviati ai loro quartieri invernali.
Con il suo esercito sbandato, e con Teodorico Amalo intento nel devastare le regioni della Tracia limitrofe al Monte Rodope, ai confini tra Tracia e Macedonia, Zenone fu costretto a negoziare un'alleanza con Teodorico Strabone. Teodorico Strabone accettò la pace e l'alleanza con l'Imperatore a condizione che fosse pagato annualmente con una somma sufficiente a pagare 13.000 soldati; che dovesse essere assunto al comando di due scholae e nominato magister militum praesentalis, e ricevere tutte le dignità che Basilisco gli aveva assegnato; che i suoi connazionali dovessero abitare una città assegnata da Zenone. Zenone accettò l'accordo: Teodorico fu deposto dalla carica di magister militum, e sostituito da Teodorico Strabone (fine del 478).
Teodorico Amalo, minacciato dalle forze superiori di Teodorico Strabone, pur trovandosi in una situazione perigliosa, riuscì comunque a fuggire in Macedonia lungo il Monte Rodope, devastando la città di Stobi. Per un anno e mezzo il generale Sabiniano riuscì a tenere sotto controllo i Goti in Epiro, ma fu poi ucciso per ordine del suo ingrato signore, e Giovanni Scita e Moschiano furono chiamati a succedergli.
La rivolta di Marciano verso la fine dell'anno 479 aveva fornito a Teodorico Strabone un pretesto per marciare su Costantinopoli per assistere il governo. Dopo aver estorto denaro da Zenone, ricevette due dei cospiratori nel suo accampamento ma rifiutò di consegnarli. Fu quindi ancora una volta privato delle sue dignità e dichiarato un nemico dello Stato. Entrò ancora una volta in alleanza con Teodorico Amalo e devastò la Tracia. Zenone invocò il sostegno dei Bulgari del basso corso del Danubio, ma essi furono sconfitti da Teodorico Strabone, che marciò minacciosamente su Costantinopoli (anno 481). Tuttavia, a salvare la capitale, intervenne l'esercito di Illo, che dispose delle guardie alle porte giusto in tempo. Teodorico Strabone, dopo aver tentato invano di giungere in Bitinia, venendo però sconfitto in una battaglia navale, devastò la Tracia e successivamente la Grecia, con il figlio Recitaco, la moglie e circa 30.000 seguaci. Tuttavia, sulla via Egnazia, perì accidentalmente (anno 481). Recitaco gli succedette, devastando la Tracia, prima di essere ucciso tre anni dopo da Teodorico Amalo, su istigazione di Zenone.
Nel 482 Teodorico devastò le province della Macedonia e della Tessaglia, espugnando la città di Larissa. L'Imperatore decise di firmare un nuovo accordo, con il quale furono concesse agli Ostrogoti parte della Mesia e della Dacia Ripense, e Teodorico fu nominato magister militum (483). Inoltre, nel 484, Teodorico fu nominato console, e assistette Zenone contro il generale ribelle Illo. In seguito a un nuovo peggioramento dei rapporti con l'Imperatore, Teodorico devastò la Tracia nel 486 e marciò su Costantinopoli nel 487, occupando durante il tragitto le città di Rhegium e di Melanthias. Ma l'intervento di sua sorella, che si trovava alla corte di Zenone, lo spinse a ritirarsi nei suoi quartieri in Mesia, che avrebbe presto abbandonato per sempre. Infatti, gli Ostrogoti migrarono in Italia nell'autunno del 488, in seguito a trattative con Zenone, e la Tracia non dovette più subire le loro incursioni.
Altri popoli tuttavia minacciavano la regione. In seguito al collasso dell'Impero unno nel 454, parte degli Unni aveva occupato le regioni tra il Danubio e il Dniester, dove furono governati da due dei figli di Attila. Nel corso dei regni di Leone e Zenone, essi talvolta invadevano le province romane e talvolta fornivano ausiliari alle armate romane. Essi furono tenuti sotto controllo dai Foederati Ostrogoti, ma la partenza di Teodorico per l'Italia aveva permesso loro di riprendere le loro devastazioni in Tracia e nell'Illirico, province devastate più volte nel corso del regno di Anastasio I (491-518). I Bulgari in particolare invasero l'Impero nel 493, sconfiggendo un'armata romana e uccidendo il magister militum Giuliano. Nel 499 vi fu un'ulteriore incursione dei Bulgari, nel corso della quale il magister militum per Illyricum Aristo perse più di un quarto del suo esercito di 15.000 soldati in una sola battaglia contro i Bulgari. Le loro depredazioni si ripeterono tre anni più tardi, nel 502, e questa volta non trovarono nessun esercito a contrastarli. Anastasio, determinato a mantenere sicuri almeno i sobborghi della capitale, costruì delle Lunghe Mura, per rinforzare le difese di Costantinopoli. Le devastazioni dei Barbari in oltre un secolo portarono allo spopolamento delle province balcaniche, a un declino della produzione agricola, e a una diminuzione considerevole del gettito fiscale.

### La Tracia nel VI secolo

#### Giustiniano

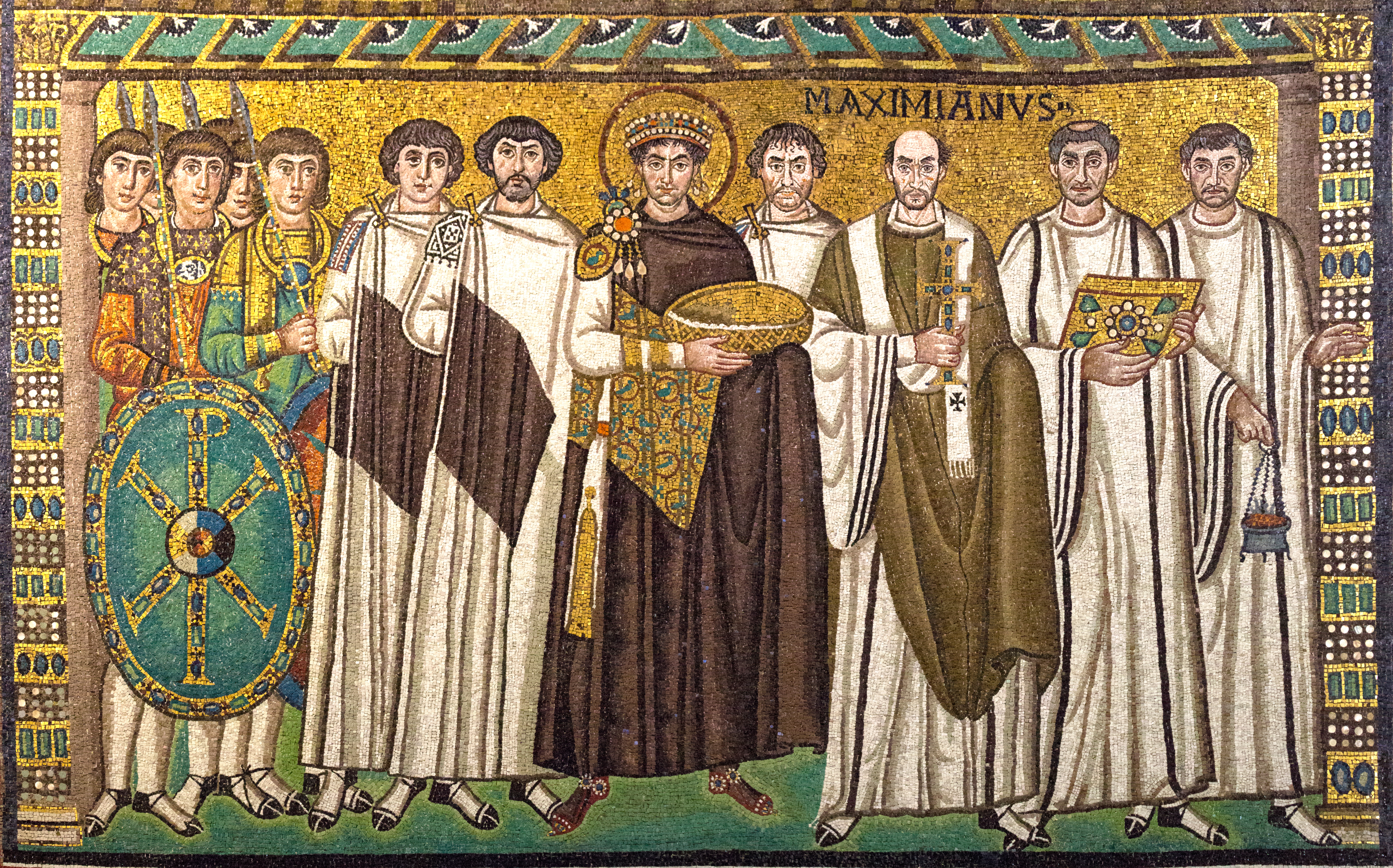
Giustiniano e la sua corte.

Nelle invasioni che vengono registrate durante il regno di Giustiniano, molte riguardano i Balcani che vennero devastati da Slavi e Bulgari. Nel 529 i Bulgari invasero la Mesia Inferiore e la Scizia. Sconfissero Giustino e Baduario, i generali che tentarono di opporsi alla loro invasione, e, attraversando i passi dei Balcani, invasero la Tracia. Fecero prigioniero un altro generale, Costanziolo, e ottennero dall'Imperatore 10.000 monete d'oro per la sua liberazione. Un'altra incursione l'anno successivo fu respinta con perdite considerevoli da Mundo, il magister militum per Illyricum, e da Chilbudio, magister militum per Thraciam; quest'ultimo impedì ai Barbari di attraversare il Danubio per tre anni, sferrando addirittura incursioni nel loro paese. Il suo successo lo rese però imprudente: attraversando il fiume con troppo pochi soldati, fu sconfitto e ucciso dagli Slavi. I suoi successori non furono alla sua altezza e le province furono alla mercé del nemico. Non si ebbe comunque nessuna invasione grave fino al 540, quando i Bulgari devastarono l'intera penisola, penetrando in Grecia e facendo decine di migliaia di prigionieri. Questa esperienza spinse Giustiniano a costruire un ampio sistema di fortificazioni.
Negli anni successivi Giustiniano decise di rinfocolare la rivalità tra Slavi e Antae, permettendo a questi ultimi di stanziarsi nel basso corso del Danubio come foederati contro i Bulgari. Nel 545 gli Slavi vennero sconfitti in Tracia da Narsete. Nel 549 ci fu un'altra incursione di Slavi in Tracia, che sconfissero l'esercito imperiale ad Adrianopoli, per poi venire respinti oltre il Danubio.

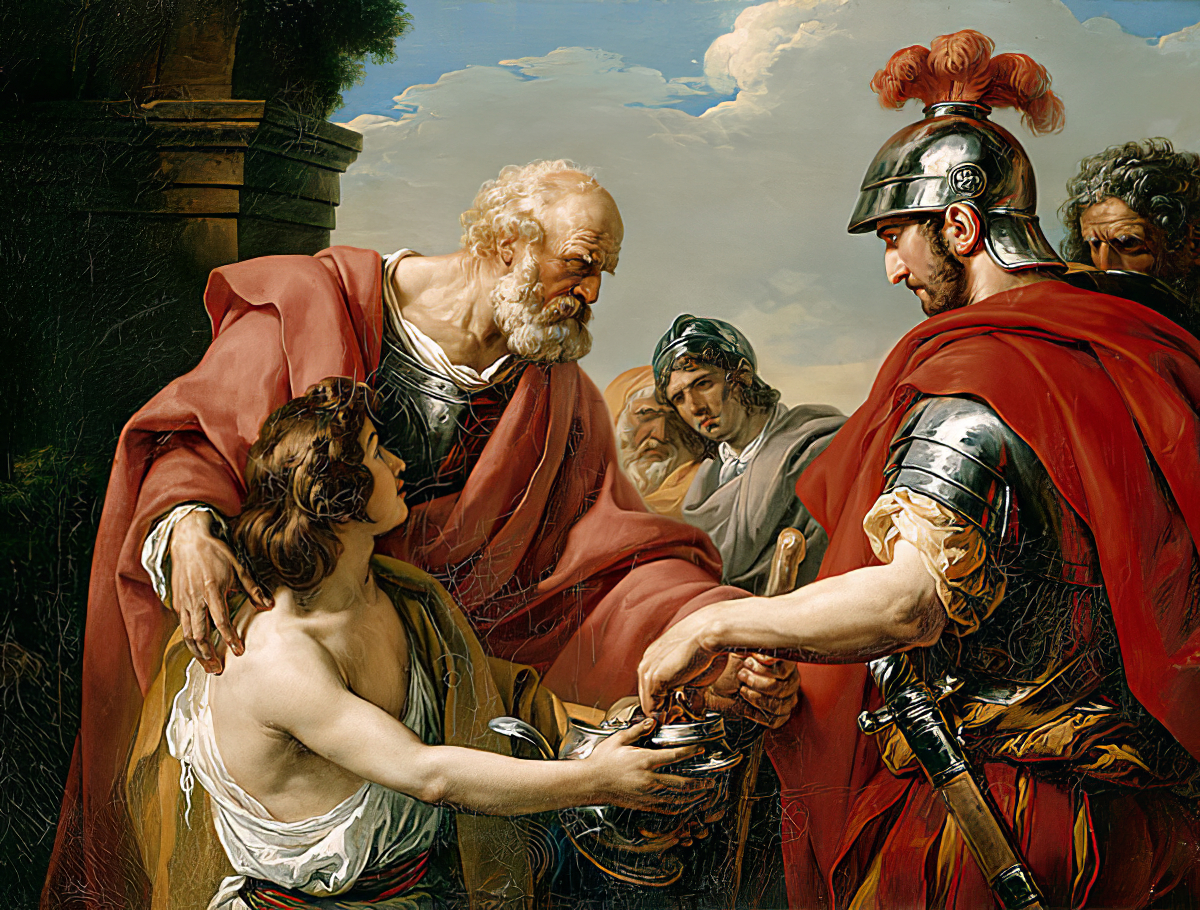
Flavio Belisario, salvatore dell'Impero contro i Kutriguri, oltre che conquistatore dell'Africa e dell'Italia (insieme a Narsete), qui a sinistra anziano e cieco, ridotto a chiedere l'elemosina.

Nel 558 l'Impero venne messo in grave pericolo da un'invasione di Kutriguri, comandati dal loro leader Zabergan; essi invasero la Scizia e la Mesia ed entrarono in Tracia. In Tracia Zabergan divise il suo esercito in tre parti: uno invase Cherson, un altro la Grecia e il terzo si diresse verso Costantinopoli. L'invasione generò il panico nella capitale bizantina e Giustiniano affidò a Belisario il compito di sventare la minaccia. Belisario sconfisse Zabergan, che decise quindi di attraversare di nuovo il Danubio non prima di aver ricevuto molti soldi dall'Imperatore per il riscatto dei prigionieri. Giustiniano decise in seguito di mettere zizzania tra Kutriguri e Utiguri; scrisse infatti al re degli Utiguri, a cui pagava un tributo, informandolo che i Kutriguri, invadendo la Tracia, si erano impadroniti dei soldi destinati al pagamento degli Utiguri, e invitandolo a aggredire i Kutriguri, rei di un tale affronto. In questo modo due nemici dell'Impero vennero messi uno contro l'altro, indebolendoli; in questo modo non furono più una minaccia per l'Impero.

#### Giustino II e Tiberio II
Nel 565 Giustiniano morì e gli succedette Giustino II. Nel settimo giorno di regno l'Imperatore diede udienza agli ambasciatori degli Avari, popolazione alla quale i Bizantini pagavano un tributo annuale pur di tenerli buoni. L'ambasciatore avaro chiese che l'Imperatore continuasse a pagare loro un tributo, come aveva fatto il suo predecessore. Questa fu la risposta di Giustino II:
Ricevuta la risposta dell'Imperatore, il Khagan degli Avari decise di non invadere l'Impero romano d'Oriente ma piuttosto di muovere guerra prima ai Franchi e poi ai Gepidi. La distruzione del regno dei Gepidi, alleati dei Romani, fu raggiunta grazie all'alleanza con i Longobardi; i Romani non mossero un dito per aiutare i loro alleati. La distruzione del Regno dei Gepidi, secondo Gibbon, lasciò l'Impero romano esposto, senza barriera, agli attacchi di queste temibili popolazioni barbariche.
Negli anni 570 gli Avari saccheggiarono i Balcani, conquistando intorno al 580 la città di Sirmium. Tiberio II, successore di Giustino II, si oppose con vigore a questa minaccia ma poi quando si rese conto che i mali interni dello Stato erano molto più pericolosi di Avari e Persiani, tentò di fare pace con essi, in modo da poter riformare l'amministrazione civile e militare. Permise agli Avari di saccheggiare Sirmio e acconsentì di firmare una pace svantaggiosa con essi, per poter meglio concentrarsi sul fronte orientale.

#### Campagne dell'Imperatore Maurizio
Dopo anni di disinteresse nei confronti dei Balcani, negli anni 80 del VI secolo Bisanzio sembrava aver perso il controllo della penisola, saccheggiata da Avari e Slavi. Maurizio decise di reagire e nel 587 affidò un esercito di 10.000 uomini al generale Comenziolo, che però, dopo qualche successo iniziale, non riuscì a sloggiare gli invasori dai Balcani. Nel 588 gli Avari invasero di nuovo la Tracia, saccheggiando Anchialo e assediando Tzurulum, a poche miglia da Costantinopoli. L'Imperatore, impegnato in Oriente anche contro i Sasanidi, dovette sborsare 57.600 numismata per ottenere una tregua momentanea.
Dopo la sua vittoria contro i Persiani, il sovrano condusse una serie di campagne per difendere la zona dagli assalti di Avari e Slavi. Decise di comandare egli stesso l'esercito, fatto straordinario per l'epoca dato che era da secoli che un Imperatore romano non comandava personalmente il suo esercito in battaglia. La moglie (preoccupata che Maurizio potesse morire in battaglia), il Senato e il Patriarca cercarono di fargli cambiare idea invano. L'Imperatore tuttavia durante la marcia verso Anchialo assistette ad alcuni avvenimenti di cattivo auspicio (morte del suo cavallo, l'incontro con un cinghiale selvaggio, una terribile tempesta, la nascita di un bambino mostruoso) che lo fecero desistere dal suo proposito; Maurizio ritornò a Costantinopoli adducendo come pretesto il fatto che doveva ricevere degli ambasciatori sasanidi e affidò il comando dell'esercito a Prisco.
Prisco riuscì comunque a pacificare l'Illirico e la Tracia; il khagan tuttavia riuscì a sferrare un maestoso attaccò (autunno 597) che minacciò fortemente la capitale Costantinopoli; i Romani, impreparati, non riuscirono inizialmente a fermare l'avanzata nemica, che conquistarono Druzipara, a poche miglia da Costantinopoli. Maurizio radunò l'esercito di Comenziolo e lo rinforzò con le sue guardie imperiali e membri dei Verdi e degli Azzurri. Per sua fortuna, gli Avari furono colpiti dalla peste e decisero di ritirarsi dai Balcani a condizione che Maurizio aumentasse il loro tributo da 100.000 numismata a 120.000.

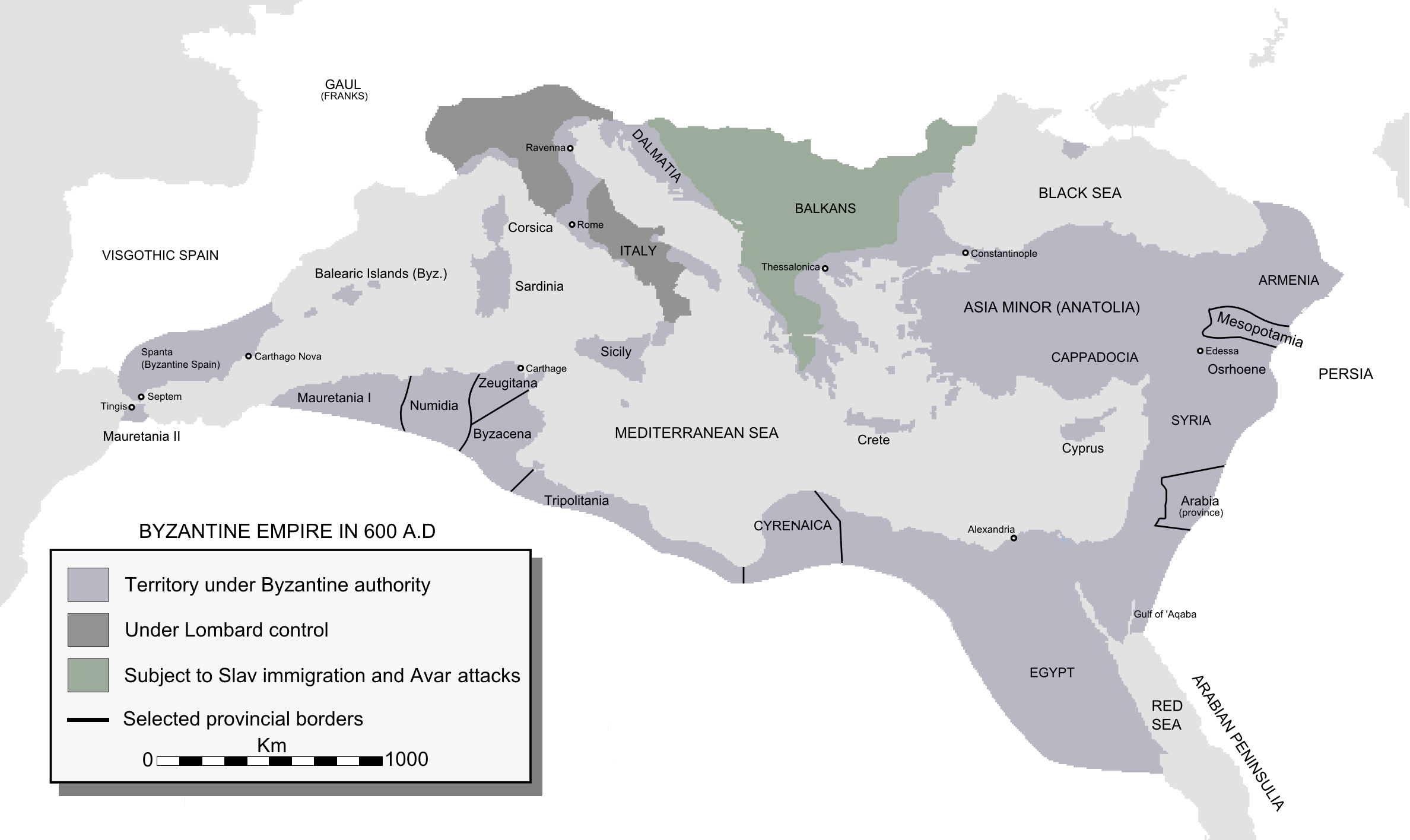
L'Impero romano d'Oriente nel 600.

Maurizio riuscì a pagare la somma richiesta ma la peste si diffuse anche tra i Bizantini, indebolendo ulteriormente l'Impero. Nonostante tutto, Maurizio decise di attaccare gli Slavi per approfittare dal fatto che erano indeboliti dalla peste; la nuova spedizione iniziò nell'estate del 599 e fu un successo: sotto il comando di Prisco i Romani vinsero cinque battaglie di fila, massacrando circa 60.000 barbari (tra cui quattro figli del Khagan) e facendone prigionieri 17.200, e invasero la Dacia traiana. Era dai tempi di Traiano che l'esercito romano non penetrava così profondamente nella Dacia traiana; ma Prisco fu presto richiamato a Costantinopoli in quanto c'era il rischio che il Khagan Baiano cercasse la vendetta per le sconfitte subite assediando la capitale bizantina.
Queste campagne furono nel complesso vittoriose, e poco mancò che preservassero l'autorità romana (i Bizantini sempre si considerarono Rhomaioi, cioè Romani) sull'area a sud del Danubio. Nel 602 i Bizantini riuscirono a riportare il limes di nuovo sul Danubio e Maurizio pianificava di ripopolare le zone spopolate dai saccheggi e dalle devastazioni dei barbari inviando in queste zone dei coloni armeni. I successi riportati da Maurizio furono però vanificati dal caos scatenatosi sotto i suoi successori, su tutti Foca. Si potrebbe azzardare che queste campagne siano le ultime "classiche" azioni contro i barbari sul limes renano-danubiano che dall'epoca augustea aveva delimitato l'orbis romanus.

### La Tracia nel VII secolo
Gli alti costi di queste campagne militari e della riorganizzazione dell'impero costrinsero Maurizio ad alzare notevolmente le tasse, cosa che non lo rese molto amato dal popolo. Inoltre, durante una guerra contro gli Avari nel 600, l'imperatore si rifiutò di pagare il riscatto di numerosi prigionieri, che furono così uccisi, e questo non aiutò ad aumentare la sua popolarità presso i soldati. Due anni più tardi, al termine di un'altra campagna militare, Maurizio impose ai soldati di svernare nelle terre desolate al di là del Danubio, per risparmiare; l'esercito si ribellò e nominò imperatore un centurione, Foca. Questi, forte dell'impopolarità dell'imperatore, marciò sulla capitale, rovesciò Maurizio e divenne imperatore.
Durante il regno di Foca i Balcani vennero presto invasi dagli Avari, che avanzarono fino ad Atene. Foca nel 604 firmò una tregua con gli Avari in cui incrementava il tributo annuale che i bizantini dovevano pagare alla popolazione barbarica per tenerli buoni e per poter utilizzare in Oriente contro i Persiani le truppe illiriche. Gli Avari mantennero inizialmente i patti arrestando le incursioni in territorio bizantino, ma alcuni slavi invasero i Balcani, giungendo fino a Tessalonica. Comunque l'opinione che il controllo romano sui Balcani sia crollato di colpo con la rivolta di Foca sembra negata dall'evidenza, almeno secondo alcuni autori.
Foca avrebbe addirittura continuato le campagne di Maurizio su scala ignota, e probabilmente trasferì forze al fronte persiano solo dal 605. Ma anche dopo 605, è improbabile che abbia ritirato tutte le forze dai Balcani, dato che era lui stesso di origini tracie. Non risultano prove archeologiche come monete seppellite o segni di distruzione che possano far pensare a incursioni slave o avare, per tacere di un collasso totale delle posizioni romane durante il regno di Foca. Al contrario, si sa che dei profughi da Dardania, "Dacia", e "Pannonia" cercarono protezione a Tessalonica solo sotto Eraclio (610-641), successore di Foca. Sotto Foca, per quel che se ne sa, potrebbe persino esservi stato un relativo miglioramento. Risulta evidente che molte fortezze furono ricostruite sotto Maurizio o sotto Foca, ma anche così, fu la passività di quest'ultimo, più o meno obbligata per il deteriorarsi della situazione sul fronte persiano, ad aprire la strada alle massicce invasioni che segnarono il primo decennio di regno di Eraclio e portarono al definitivo collasso del potere romano nei Balcani.
Nel 619 gli Avari decisero di riconciliarsi con Costantinopoli chiedendo un incontro tra il loro Khagan e Eraclio. Per festeggiare la riconciliazione vennero organizzati dei giochi equestri a Heracleia nelle vicinanze di Costantinopoli; purtroppo per i Bizantini l'apparente riconciliazione era solo un inganno degli Avari: infatti durante i giochi irruppero nell'ippodromo dei cavalieri nemici sciti che insieme agli Avari traditori saccheggiarono i sobborghi di Costantinopoli e portarono con sé oltre il Danubio ben duecentosettantamila prigionieri. Eraclio stesso, che avrebbe dovuto incontrare il khagan degli Avari, rischiò di essere catturato a tradimento ma riuscì a fuggire e a tornare nella capitale sano e salvo grazie alla sveltezza del suo cavallo. Nel 620 gli Avari concessero una tregua all'Impero. Secondo Howard-Johnson i succitati avvenimenti avvennero non nel 619 ma nel 623, anno in cui si raggiunse una tregua tra Bizantini e Avari.

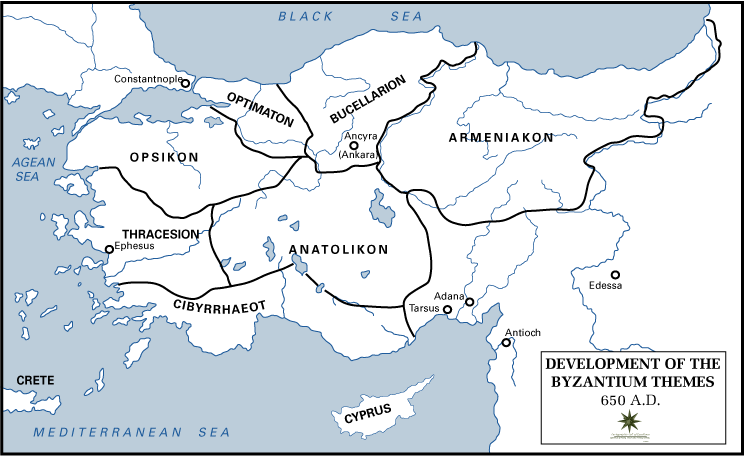
I primi temi istituiti forse da Eraclio in Asia Minore.

Nel 623 si raggiunse di nuovo una pace. Nel 626 gli Avari devastarono di nuovo la Tracia assediando Costantinopoli insieme ai Persiani. Il fallimento dell'assedio portò al collasso del potere avaro nei Balcani, che non furono più una minaccia per Bisanzio.
Nel corso del VII secolo Eraclio (o forse Costante II, tra il 659 e il 662) abolì la diocesi di Tracia sostituendolo con il tema di Thrake. Con l'abolizione dell'organizzazione provinciale dioclezianea-costantiniana, sostituita con i themata, finisce il periodo romano dell'Impero bizantino e inizia il periodo bizantino propriamente detto.
Questa voce è sulla provincia romana di Tracia fino alla sua abolizione ad opera di Eraclio. Per la storia successiva del thema bizantino di Tracia, si legga Thrake.

## Esercito e difesa
I traci venivano arruolati nell'esercito romano come cavalieri.

## Geografia politica ed economica
Per la Tracia passava la Via Egnazia, strada che portava all'Asia Minore. Questa strada facilitò la circolazione delle merci che provenivano dalle province orientali dell'Impero romano.